# HD 98800
HD 98800 또는 컵자리 TV는 지구에서 컵자리 방향으로 약 150광년 떨어진 곳에 있는 사중성계이다. 이 항성계는 바다뱀자리 TW 성협 내에 자리잡고 있다. HD 98800은 크게 HD 98800 A와 HD 98800 B 둘로 구성되어 있는데, 이 둘은 사실 두 개의 별로 이루어져 있는 쌍성계이다. 따라서 HD 98800은 네 개의 별로 이루어져 있다.
2007년 B 주위에 두 개의 고리 모양을 그리면서 형성되어 있는 먼지 원반의 존재가 밝혀졌다. 원반의 모습으로 미루어 쌍성에서 1.5 ~ 2 천문단위 거리에 외계 행성 한 개가 있을 것으로 추측하고 있다.

## 항성계
HD 98800 항성계의 네 별은 모두 황소자리 T형 항성이며 바다뱀자리 TW 성협의 구성원이기도 하다. 크게 A와 B 두 구성원으로 나눌 수 있으며, A와 B는 각각 두 개의 별로 이루어져 있는 쌍성이다. 네 별은 중력으로 묶여 있지만 A와 B는 마치 하나의 항성처럼 서로의 질량 중심을 공전하고 있고, 둘 사이는 50 천문단위 떨어져 있다. 이는 태양에서 명왕성까지 거리보다도 멀다. A와 B를 각각 이루는 두 별들에 대해서는, 이들이 기본적으로 쌍둥이 태양들이라는 것 외에는 자세히 밝혀진 것이 없다.

## 행성계

### 파편 원반
천문학자들은 스피처 우주 망원경에 내장된 적외선 탐지기를 이용하여 HD 98800 B 주위에 있는 먼지 원반을 발견했다. 이 원반은 서로 분리되어 있는 두 개의 띠 형상을 하고 있었다. 안쪽 고리는 중심부 쌍성의 질량 중심에서 1.5 ~ 2 천문단위 떨어진 곳에, 바깥쪽 고리는 5.9 천문단위 정도부터 형성되어 있었다(바깥 고리의 외곽 한계선이 어디인지는 확실히 밝혀지지 않았다). 이 두 고리 사이에는 빈 공간이 있는데 그 폭은 약 3 천문단위이다. 안쪽 고리는 농도가 옅으며 바깥쪽 고리 안쪽 부분은 상대적으로 밀도가 높았다.
관측 팀의 리더 엘리스 퍼란은 암석 천체끼리 부딪혀서 먼지 파편들이 생겼으며 이들은 결국 안쪽 원반으로 이동할 것이라고 결론내렸다. 그러나 사중성계라는 특징 때문에 안쪽 먼지 원반을 구성하는 물질들은 균일하게 퍼져 있지 않았다.

### 행성이 있을 가능성
HD 98800 B 주위 파편 원반은 행성이 생겨나고 있는 과정 중인 것으로 보인다. 항성 주위 원반이 큰 폭에 걸쳐 두 부분으로 나뉘어 있고 중간 부분은 물질이 쓸려 나가고 없는 점으로 미루어 행성이 자라나면서 원반과 독특한 중력적 상호작용을 일으키고 있는 것으로 생각된다. 그러나 원반 사이 빈 부분은 단순히 네 개 항성들이 상호 작용을 일으켜 만들어진 구조일 수도 있다.
천문학자들은 행성은 눈덩이가 굴러서 덩치가 커지는 것과 마찬가지로 수백만 년에 걸쳐 몸집을 불린다고 믿고 있다. 행성의 재료가 되는 이들 미행성들은 서로 부딪혀 지구와 같은 암석 행성이 되거나, 또는 목성의 중심핵과 같이 질량 큰 가스 행성의 씨앗으로 되기도 한다. 행성이 되지 못한 덩치 큰 바위들은 소행성이나 혜성이 된다. 이들 암석 천체들이 격렬하게 충돌하면서 미세한 먼지 조각들은 우주 공간으로 퍼져 나가게 된다.

## 같이 보기
- 베가
- 2M1207
- HD 188753
- 황소자리 UX

## 참고 문헌
1. ↑  Elise, Furlan (2007년 5월 2일). “HD 98800: A 10-Myr-Old Transition Disk”. 《Cornell University》. arXiv.